# عمر باكاري
عمر باكاري (30 أبريل 1980 بمونتروي في فرنسا - ) (بالفرنسية: Oumar Bakari)‏ هو لاعب كرة قدم فرنسي في مركز الوسط. لعب مع ستاد لافال ونادي رويال شارلروا ونادي غويونيون ونادي كاين ونادي لومان ونادي نيس ونادي واسكال وS.C. Eendracht Aalst ‏ وسينارت موسي ‏ واتحاد مكابي باريس متروبول ‏.

## وصلات خارجية
- عمر باكاري على موقع رابطة كرة القدم الفرنسية للمحترفين (الإنجليزية)
- عمر باكاري على موقع قاعدة بيانات كرة القدم.إي يو (الإنجليزية)
- عمر باكاري على موقع Soccerway.com (الإنجليزية)
- عمر باكاري على موقع عالم كرة القدم.نت (الإنجليزية)
- عمر باكاري على موقع GSA (الإنجليزية)